# Aurora Snow
Aurora Snow, född som Rebecca Claire Kensington 26 november 1981 i Santa Maria i Kalifornien, är en amerikansk före detta porrskådespelare. Hon medverkade åren 2000–2014 i totalt 858 produktioner, och mellan 2003 och 2005 regisserade hon 14 filmer. Därefter har hon bland annat verkat som journalist.

## Biografi

### Bakgrund och tidig karriär
Aurora Snow växte upp med en ensamstående mor, som det äldsta av tre barn (med två bröder).
Snow inledde sin karriär 2000 (18 år gammal, den lägsta åldern för att få spela in pornografisk film i USA), halvvägs genom sina collegestudier vid University of California, Irvine (bland annat i ekonomi) och med brist på pengar. Hon gick in i branschen efter att ha svarat på en platsannons om nakenposering. Efter en veckas nakenmodellande lockades hon till de större inkomsterna i att delta i pornografiska filmer. Det innebar titlar som Barely Legal #7, Bring 'um Young 2 och Bring 'um Young 3. 

### Skådespelande och regi
Inledningsvis tänkte hon bara stanna ett år i branschen, för att samla ihop tillräckligt med studiemedel. I samband med inspelningar satt hon ofta för sig själv, läsandes en bok. Successivt blev hon dock mer bekväm med omgivningen och själva produktionen, och vande sig vid arbetet. Hon började 2003 även regissera egna filmer, och fram till 2005 innebar det totalt 14 filmer, med filmserierna Asspolitations (1–5) och Anal Delinquents (1–3) som huvudserier.
Under karriären medverkade hon mestadels i amerikanska porrfilmer av gonzo-typ, men även i flera mer traditionella porrfilmer med en central "handling". Många av hennes scener är grupp- eller lesbiska scener med bland andra Ashley Blue, Layla Rivera och Kelly Wells. Hennes allra första inspelning gjordes med Ed Powers, välkänd producent av filmer med branschdebutanter.

### Från teen till milf
Som 24-åring hade hon deltagit i 250 produktioner, med titlar som Naughty Little Nymphos och Trained Teens. Hon hade både deltagit i en tio flickor stor orgie i inspelningen av Jenna Jamesons I Dream of Jenna och vunnit AVN Award-utmärkelsen för Female Performer of the Year. En tid var hon också värd för en egen show på Playboy TV.
Därefter flyttades hon inför inspelningar över från "teen" till "milf"-segmentet, anpassat för skådespelare som inte längre lika tydligt kunde marknadsföras som äldre tonåringar och strax därutöver. 2010 hade hon ännu inte utforskat genrer som BDSM.

### Senare år
2014 avslutade hon sin karriär inom porrbranschen, för att fortsätta studierna på University of California, Irvine. Där hade hon fyra år tidigare siktat på att övergå till att studera på universitetets juristprogram. Under senare år har hon dock främst arbetat som journalist för The Daily Beast, där hon bland annat bevakat och intervjuat folk inom porrbranschen. Hon har även skrivit för Fortune.

## Privatliv
Snow var mellan 2015 och 2018 gift med C.J. Levy. De har ett barn tillsammans.

## Utmärkelser
- 2001 - RRCC:s utmärkelse för bästa kvinnliga porrskådespelerska
- 2001 - RRCC:s utmärkelse för bästa nykomling
- 2001 - XRCO:s "Cream Dream"-utmärkelse
- 2001 - XRCO:s utmärkelse för bästa trekant-scen
- 2001 - XRCO:s utmärkelse för bästa gruppsex-scen
- 2003 - AVN Award för bästa kvinnliga porrskådespelerska[9]
- 2003 - RRCC:s utmärkelse för bästa kvinnliga porrskådespelerska
- 2003 - XRCO:s utmärkelse för bästa trekant-scen